# Giuseppe Di Lello Finuoli
Pour les articles homonymes, voir Lello.
Giuseppe Di Lello Finuoli (né le 24 novembre 1940 à Villa Santa Maria) est un homme politique et un magistrat italien, membre de Refondation communiste.